# Johannes-Nepomuk-Kapelle (Arnsberg)

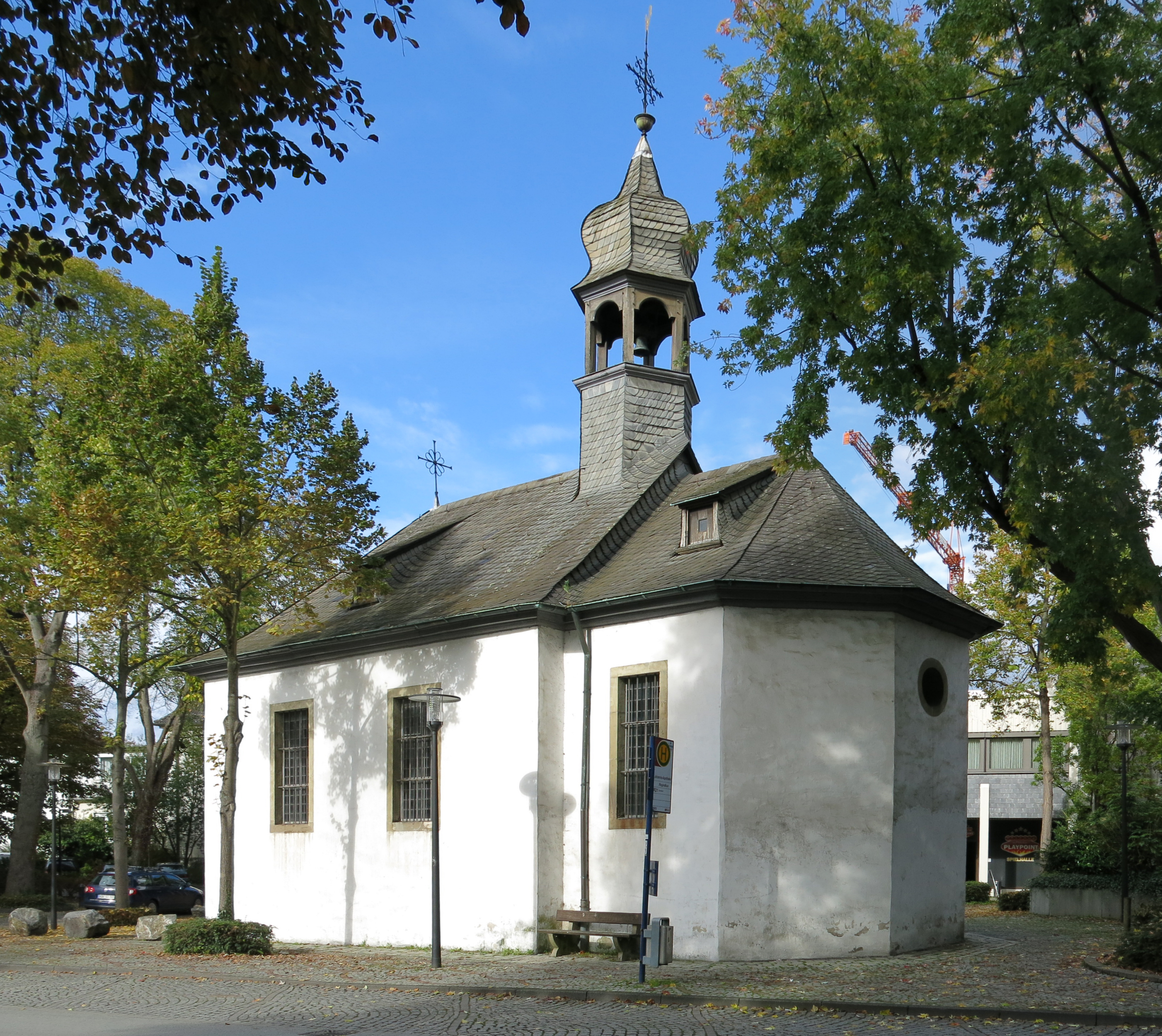
Seitenansicht

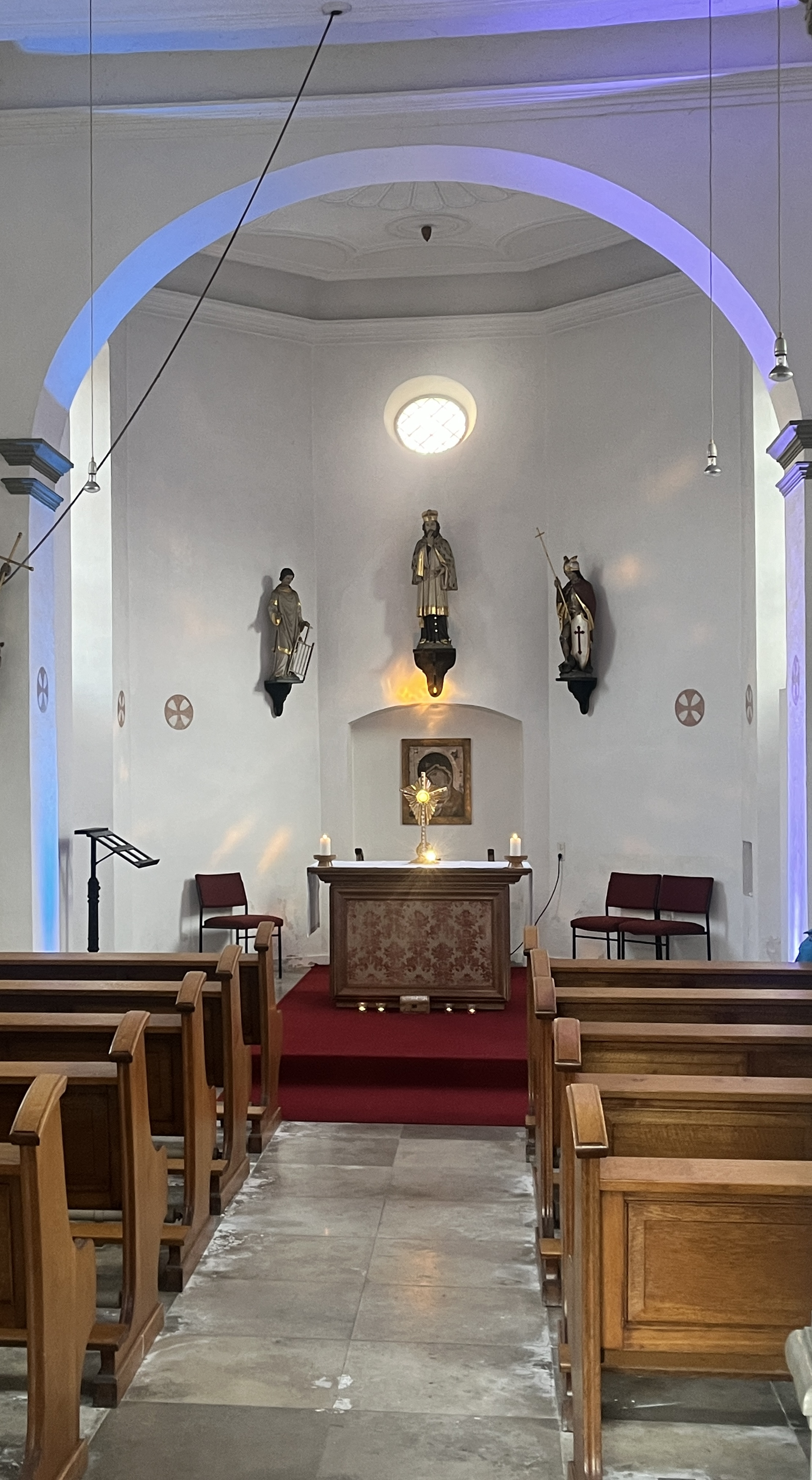
Innenansicht

Die Sankt-Johannes-Nepomuk-Kapelle in Arnsberg stammt aus dem 18. Jahrhundert.
Die Kapelle, die heute mitten in der Arnsberger Neustadt steht, wurde ursprünglich weit entfernt von der Stadt in der Arnsberger Feldmark jenseits der Ruhr errichtet. Erbaut wurde das Gebäude um 1720/21 aus Kollekten. Im Jahr 1749 wurde sie erweitert und höher gelegt. Geweiht ist sie dem Heiligen Johannes Nepomuk. Stilistisch weist sie neben Elementen der Spätrenaissance auch Merkmale des Barock auf. Die Kapelle besteht aus einem kleinen Rechtecksaal und einem eingezogenen Chor. Die Kapelle verfügt über einen Dachreiter mit einer 1899 umgegossenen Dachreiterglocke aus dem Kloster Wedinghausen. 
Im 19. Jahrhundert war sie bei der Stadterweiterung von Arnsberg als Mittelpunkt eines nie realisierten Marktplatzes vorgesehen, später drohte der Abriss. Durch Spenden konnte der Bau erhalten und um 1860 renoviert werden. Während des Ersten Weltkrieges diente sie als Kapelle für ein nahe gelegenes Lazarett. Später diente sie für Schulgottesdienste und während des Zweiten Weltkrieges wurden in ihr Messen für die in der Stadt beschäftigten Zwangsarbeiter abgehalten. Zu Beginn der 1980er Jahre wurde die Kapelle erneut renoviert. Heute steht die Kapelle unmittelbar neben dem Einkaufszentrum Brückencenter und wird nur gelegentlich von der Liebfrauengemeinde als Gotteshaus genutzt.
Daneben wird sie seit 2008 von der Kath. Bildungsstätte Arnsberg für Veranstaltungsreihen genutzt. 